# Амеріка (Натал)
«Амеріка» (порт. América) — бразильський футбольний клуб, який базується в місті Натал, штат Ріу-Гранді-ду-Норті. Заснований 14 липня 1915 року.